# Exotic
Exotic foi um grupo feminino romeno de música pop fundado em 1998 e tendo como intengrantes Andreea Banica, Claudia Patrascanu e Iulia Chelaru. O grupo lançou dois álbun inéditos, finalizando as atividades no ano de 2000.

## História
Em 1998, após inúmeros festivais de música, Andreea Banica participou do Festival de Mamaia, onde conheceu Claudia Patrascanu e Iulia Chelaru, com quem desenvolveu grande amizade e afinidade com os gostos musicais, montando um grupo chamado Exotic. No mesmo ano o grupo assinou contrato com a gravadora MediaPro Music, lançando seu primeiro álbum, intitulado Sexxy, de onde foram retirados os singles "Uita-ma" e "Sexy", sendo que ano ano seguinte, 1999, o grupo lançou seu segundo álbum, Pasional, retirando apenas um single, "Un sarut". No início de 2000, insatisfeitas com a formação, o grupo anunciou seu fim e terminando assim o contrato com a MediaPro Music.

## Discografia

### Álbuns
- 1998: Sexxy
- 1999: Pasional

### Singles
- 1998: Uita-ma
- 1998: Sexy
- 1999: Un sarut